# Medamatento ocularis
Medamatento ocularis is een keversoort uit de familie lieveheersbeestjes (Coccinellidae). De wetenschappelijke naam van de soort is voor het eerst geldig gepubliceerd in 1988 door Sasaji.